# Fu (poesia)
I fu (賦T, 赋S, fùP, lett. "ode") sono poemi nati in Cina nel periodo della dinastia Han. Si tratta di un tipo di prosa poetica con brani introduttivi, conclusivi o inframmezzati esposti in prosa, tipicamente nella forma delle domande e risposte. Il fu è chiamato di solito rapsodia, ma anche "prosa in rima", "esposizione" e a volte "saggio poetico".
L'origine dei fu è incerta: si fanno derivare dalle scuole di retorica dei consiglieri politici dell'epoca, dagli enigmi del filosofo Xunzi, che venivano appunto denominati fu, e dai Chu Ci. La misura del verso dei fu trae sicuramente origine dai Chu Ci, dai quali deriva il cosiddetto stile sao (騷, sāo): i versi sono suddivisi in tre e due sillabe, tra le quali un elemento di congiunzione, ér (而), forma una cesura; il primo verso termina ogni volta con la particella esclamativa xī (兮). In confronto ai canti dei Chu Ci i fu hanno tuttavia una forma insolitamente lunga, che si spiega con il processo di secolarizzazione subito nel frattempo dagli elementi religiosi della poesia di Chu Ci. Al posto di sciamani e dee nei primi fu si tratta di una epifania del sovrano e della esaltazione delle sue gesta.
I fu sono scritti in rime, un verso può essere costituito da tre fino a sette caratteri (talvolta anche di più) e spesso è premessa una prefazione in prosa, talvolta anche un epilogo in forma di versi. Oltre alle rime finali si evidenziano frequenti allitterazioni ed assonanze.
I fu del periodo Han sono tipicamente molto lunghi, descrivono un argomento esaustivamente da ogni possibile angolazione, e di solito sono volti a dimostrare l'abilità retorica e lessicale con parole complicate ed erudite, perfezione formale e raffinatezza, piuttosto che ad esprimere sentimenti personali. Mancano di spontaneità  ed immediatezza , e poiché mirano ad impressionare e a dimostrare, i fu del periodo Han sono denominati fu "epidittici".
Per quanto riguarda il contenuto, il fu è caratterizzato da lunghi cataloghi di piante, animali, persone ed eventi, ai quali viene attribuito anche un potere magico basato sulla parola. Allo stesso modo la costante ripetizione e variazione di onomatopee, sinonimi, parallelismi, iperboli e antitesi vengono interpretate come una sorta di formule di scongiuro, che dovrebbero conferire al sovrano terreno l'aura del santo. La trasposizione del viaggio magico, che nei Chu ci era ancora riservato agli sciamani, sul sovrano trattato come "grande uomo" (大人, dàrén), allude parimenti a questa circostanza ed alcuni fu venivano usati perfino per scopi magici, ad esempio per guarire malattie o per scacciare gli spiriti.
Anche i temi preferiti dei fu alludono ad un carattere quasi religioso di questi poemi: il sacrificio imperiale al cielo e alla terra per il conseguimento dell'armonia e della fertilità, la capitale come centro del potere imperiale e la caccia (anche per procurare animali sacrificali) nel parco imperiale, che è ritenuto la rappresentazione microcosmica del macrocosmo.
Malgrado l'elemento fortemente caratterizzato dell'epifania del sovrano, si tramandano anche molti fu che hanno un tono pedagogico nei confronti del sovrano e biasimano lo sfarzo e lo sperpero della corte imperiale. I fu erano spesso composti e recitati a corte da funzionari imperiali, assunti come poeti di corte. Celebri poeti di fu furono ad esempio Jia Yi, Yang Xiong, Mei Cheng, Zhang Heng e, soprattutto, Sima Xiangru, autore del famosissimo Tiānzǐ Yóuliè Fù (天子遊獵賦, "Rapsodia sul Figlio del Cielo durante una tranquilla caccia").
In seguito la classe dei letterati incominciò a scrivere fu anche di genere diverso, affrontando temi privati ed esprimendo i propri sentimenti. Il "Fu sulla civetta" di Jia Yi, che si pone nella tradizione malinconica del li sao (vedi Chu Ci), esprime ad esempio i sentimenti personali nell'esilio e di fronte alla morte imminente. Altri temi di carattere personale sono ad esempio preoccupazioni ed ansie alla vista della capitale, passioni inappagate e l'incontro con una dea, come viene già descritto nella tradizione sciamanica dei Chu Ci.
Il fu è certamente il genere lirico più importante del periodo Han, e tale rimase anche nei secoli successivi durante le Sei Dinastie, venendo considerato un modello di poesia artistica ed erudita, sempre più utilizzato.
Insieme con lo shi, il fu formò quindi i due pilastri gemelli della poesia cinese finché lo shi divenne lo stile predominate nel periodo Tang.
I tipici fu delle Sei Dinastie sono molto diversi da quelli del periodo Han, essendo molto più brevi, e spesso personali, espressivi e lirici. Molti non hanno appendici in prosa, ma sono costituiti interamente da versi in rima di tipo regolare, spesso esametrico. Anche il contenuto è diverso: vengono descritti ad esempio palazzi, città, parchi o argomenti come cetre o flauti, o ancora sono espressi sentimenti intimi come preoccupazione, solitudine e separazione. Un bell'esempio di questo "breve fu lirico (shūqíng xiǎo fù, 抒情小賦) è il Qín Fù (琴賦) "Rapsodia sulla cetra") di Xi Kang. Un'altra opera rappresentativa di questo tipo è Āi Jiāngnánfù (哀江南賦, "Rapsodia in lamento del sud") di Yu Xin.
Durante 18 secoli trascorsi la maggior parte dei fu sono andati perduti e non sono giunti fino a noi.